# Чу Йон Гван
У цьому корейському імені прізвище (Чу) стоїть перед особовим ім'ям.
Чу Йон Гван (кор. 주영광, 15 липня 1931, Пхеньян — 28 вересня 1982, Сеул) — південнокорейський футболіст, що грав на позиції півзахисника за «ВМС Кореї», а також національну збірну Південної Кореї.

## Клубна кар'єра
У футболі відомий виступами за команду «ВМС Кореї», кольори якої і захищав протягом усієї своєї кар'єри гравця, що тривала жодного років. 
| Дата      | Місто    | Господарі      | Результат | Гості          | Турнір             | Голи | Примітки |
| --------- | -------- | -------------- | --------- | -------------- | ------------------ | ---- | -------- |
| 11-4-1953 | Гонконг  | Південна Корея | 3 – 2     | Сінгапур       | товариський матч   | -    |          |
| 19-4-1953 | Сінгапур | Сінгапур       | 1 – 3     | Південна Корея | товариський матч   | -    |          |
| 24-4-1953 | Сінгапур | Сінгапур       | 0 – 0     | Південна Корея | товариський матч   | -    |          |
| 4-5-1954  | Маніла   | Південна Корея | 8 – 2     | Афганістан     | Азійські ігри 1954 | -    |          |
| 7-5-1954  | Маніла   | Бірма          | 2 – 2     | Південна Корея | Азійські ігри 1954 | -    | 46'      |
| 8-5-1954  | Маніла   | Тайвань        | 5 – 2     | Південна Корея | Азійські ігри 1954 | -    |          |
| 17-6-1954 | Цюрих    | Угорщина       | 9 – 0     | Південна Корея | ЧС 1954 - 1-й етап | -    | кап.     |
| Усього    |          | Матчів         | 7         |                | Голів              | 0    |          |

Помер 28 вересня 1982 року на 52-му році життя.

## Титули і досягнення
- Срібний призер Азійських ігор: 1954